# Cathédrale de la Sainte-Vierge-Marie de Blackburn
La cathédrale de Blackburn, officiellement connu sous le nom de « cathédrale de la Vierge-Marie de Blackburn », est une cathédrale située dans le centre-ville de Blackburn, dans le Lancashire, en Angleterre. Elle est le siège du diocèse de Blackburn.
Le site de la cathédrale a abrité une église pendant plus de mille ans et la première église en pierre y a été construite à l'époque normande. Elle possède le statut de cathédrale depuis la création du diocèse en 1926.
Début 2021, comme d'autres lieux de cultes britanniques, la cathédrale devient un centre de vaccination contre la pandémie de Covid-19.

## Source
- (en) Cet article est partiellement ou en totalité issu de l’article de Wikipédia en anglais intitulé « Blackburn Cathedral » (voir la liste des auteurs).